# (26177) Fabiodolfi
(26177) Fabiodolfi est un astéroïde de la ceinture principale.

## Description
(26177) Fabiodolfi est un astéroïde de la ceinture principale. Il fut découvert le 12 avril 1996 à San Marcello Pistoiese par Luciano Tesi et Andrea Boattini. Il présente une orbite caractérisée par un demi-grand axe de 2,73 UA, une excentricité de 0,13 et une inclinaison de 9,1° par rapport à l'écliptique.

## Compléments